# 설파메톡사졸
설파메톡사졸(sulfamethoxazole, SMZ 또는 SMX)은 항생제의 일종이다. 요로감염증, 기관지염, 전립샘염 등의 세균 감염을 치료하기 위해 사용되며, 리스테리아 모노사이토제네스(Listeria monocytogenes)나 대장균(E. coli) 등 그람 양성과 음성균 모두에 대해 효과적이다.
흔한 부작용에는 구역질, 구토, 식욕부진, 피부의 발진 등이 있다. 설폰아마이드의 일종이며 정균작용을 일으킨다. 엽산 (비타민 B9) 성분과 유사한 구조를 가지고 있는데, 이로 인해 세균이 자기 엽산을 합성하는 과정을 방해한다. 포유류 세포와 일부 세균은 엽산을 스스로 합성하지 않고 외부에서 섭취해야 하므로 설파메톡사졸의 영향을 받지 않는다.
1961년 미국에서 처음으로 도입되었다. 현재는 주로 트리메토프림과의 조합인 트리메토프림/설파메톡사졸 (TMP/SMX) 제형으로 사용된다. 트리메토프림/설파메톡사졸은 WHO 필수 의약품 목록에 요로감염증의 일차 치료제로 등록되어 있다. 다른 이름에는 설파메탈라졸(sulfamethalazole), 설피소메졸(sulfisomezole), 설파메타졸(sulfamethazole) 등이 있다.

## 부작용
가장 흔한 부작용은 구역질, 구토, 식욕부진 등의 위장관계 증상과 알레르기성 피부 반응, 즉 발진과 가려움증 등이다. 사망에 이르는 치명적인 중증 부작용은 드물게 보고된 바 있다. 그 예로는 스티븐스-존슨 증후군, 독성표피괴사, 전격성 간부전, 무과립구증, 재생불량성 빈혈, 기타 혈액 질환이 있다.
트리메토프림이나 설파메톡사졸에 과민성이 있는 환자에게는 설파메톡사졸을 투여해서는 안된다.

## 작용 기전

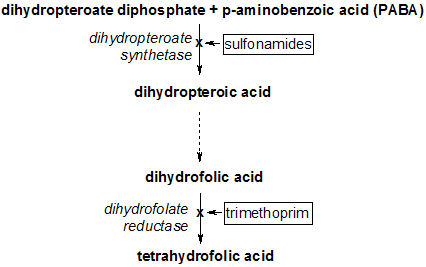
사수소엽산 합성 경로. 설파메톡사졸과 트리메토프림이 억제하는 반응이 표시되어 있다.

설파닐아마이드의 일종인 설파메톡사졸은 4-아미노벤조산(파라아미노벤조산, PABA)의 구조적 유사체이다. 설파메톡사졸은 PABA가 다이하이드로프테로에이트 합성효소에 결합하는 작용의 경쟁적 저해제로 작용하며, 이를 통해 PABA와 다이하이드로프테로에이트 이인산이 이수소엽산(dihydrofolic acid, dihydrofolate)으로 변환되는 것을 억제한다. 이수소엽산의 생산이 억제되면 정상적인 세균의 엽산 합성 과정이 방해를 받게 된다. 엽산은 주로 티미딜레이트와 퓨린의 생합성에 사용되어 DNA 합성의 주요 재료이며, 동시에 세린, 글라이신, 메티오닌 등의 아미노산 합성에도 이용되어 세균의 성장과 증식에 필수적인 물질이다. 그러므로 엽산 생산이 차단되면 엽산에 의존적인 대사 과정이 억제된다. 세균 성장을 억제하는 약제기 때문에 설파메톡사졸은 정균작용을 하는 항생제로 생각된다.
설폰아마이드는 세균에 대해서만 선택적으로 작용하는데, 이는 설폰아마이드가 억제하는 엽산 합성 과정이 사람에서는 발생하지 않기 때문이다. 사람은 엽산을 체내에서 자체적으로 합성하지 않으며, 오직 음식으로 섭취해야만 한다.

## 약리학

### 약동학
흡수: 점안액 등을 이용하여 국소적으로 투여하여도 잘 흡수되며, 경구 투여 시에 빠르게 흡수된다.
분포: 객담, 질액, 중이의 삼출액 등 대부분의 신체 조직 내로 잘 분포된다. 또한 태반을 가로질러 이동하는 것도 가능하다. 혈장 단백질에는 70% 정도가 결합한다. 혈장 내에서 약물이 최대 농도에 이르는 시간인 Tmax는 1~4시간이다. 혈청 내에서의 평균 반감기는 10시간이다. 그러나 약물의 반감기는 크레아티닌 청소율이 30mL/min 이하인 사람에서는 상당히 길어진다. 크레아티닌 청소율이 10mL/min 미만인 사람에서는 반감기가 22~50시간까지 길어지는 것이 보고되었다.
대사: 설파메톡사졸은 사람의 간에서 최소 5종류의 대사산물로 대사된다. 각각의 대사산물은 N4-아세틸-, N4-하이드록시-, 5-메틸하이드록시-, N4-아세틸-5-메틸하이드록시-설파메톡사졸 대사산물과 N-글루쿠로나이드 공액체이다. 사이토크롬 P450 효소 중 하나인 CYP2C9이 N4-하이드록시 산물을 만드는 역할을 한다. 생체외(in vitro) 연구에서는 설파메톡사졸이 P-당단백질 수송체의 기질이 아니라고 주장한다.
배설: 주로 콩팥에서 사구체의 여과와 세뇨관의 분비를 통해 배설된다. 소변 내에서 20% 정도의 설파메톡사졸은 변환되지 않은 채로 존재하고, 15~20%는 N-글루쿠로나이드 공액체, 50~70%는 아세틸화된 대사산물의 형태로 존재한다. 사람의 젖으로도 설파메톡사졸이 배출된다.